# Beat Street
Beat Street ist ein US-amerikanischer Film aus dem Jahr 1984 über die New Yorker Hip-Hop-Kultur der frühen 1980er Jahre. Der von Stan Lathan gedrehte Film schildert das Leben einer jugendlichen Gang, bestehend aus DJs, Breakdancern und Sprayern aus der Bronx. Der Film ist einer der bekanntesten Breakdance-Filme, mit durchaus sozialkritischem Anliegen, jedoch ohne erhobenen Zeigefinger, und trug dazu bei, Breakdance und Hip-Hop in den westlichen Industrieländern bekannt zu machen. In der DDR erfreute sich der Film ungeahnter Popularität und führte zur Gründung zahlloser Vereinigungen, die sich ausschließlich mit Breakdance, Hip-Hop und Graffiti beschäftigten.

## Handlung
Der Film zeigt Episoden aus dem Leben der afroamerikanischen Brüder Kenny (Guy Davis) und Lee (Robert Taylor) sowie ihrer Freunde Chollie (Leon W. Grant) und Ramon (Jon Chardiet), einem puerto-ricanischen Sprayer. Im Laufe des Films lernt Kenny die Musikstudentin Tracy (Rae Dawn Chong) kennen, die seine Freundin wird.
Im Finale des Films treten DJs, Sprayer und Breakdancer gemeinsam bei einer Trauerfeier auf und geben einen breiten Überblick über ihr Können und ihre Fertigkeiten. Der Film gibt so einen Einblick in die frühe Hip-Hop-Szene. Ihm gelingt es, sowohl Musik und Tanz als auch speziellen Stil, Attitüde und Lebenseinstellung der damaligen Szene für ein breiteres Publikum verständlich zu machen.
Co-finanziert und produziert wurde der Film von Harry Belafonte. Unter anderem spielen in diesem Film die Rock Steady Crew und die New York City Breakers mit, die sich selbst darstellen. Ebenfalls haben in dem Film Größen der damaligen Hip-Hop-Szene Auftritte, wie beispielsweise Grandmaster Melle Mel and The Furious Five, Afrika Bambaataa and the Soul Sonic Force and Shango, Kool DJ Herc, Tina B., Brenda K. Starr und The Treacherous Three.
Saundra Santiago feierte kurz darauf einen ihrer größten Erfolge in der US-Serie Miami Vice.

## Synchronisation
| Schauspieler     | Rolle                     | Synchronsprecher  |
| ---------------- | ------------------------- | ----------------- |
| Jon Chardiet     | Ramon                     | Joachim Tennstedt |
| Rae Dawn Chong   | Tracy Carlson             | Madeleine Stolze  |
| Guy Davis        | Kenny „Double K“ Kirkland | Ulrich Gressieker |
| Leon W. Grant    | Chollie                   | Ronald Nitschke   |
| Saundra Santiago | Carmen Carraro            | Katja Nottke      |
| Robert Taylor    | Lee Kirkland              | Sven Plate        |

## Kritik
- Lexikon des internationalen Films: Der ganz auf die Musik konzentrierte Film benutzt die Rahmenhandlung, um das positive Lebensgefühl einer jungen Generation zu illustrieren; sympathische Unterhaltung.[2]

## Soundtrack
Beat Street – Original Soundtrack
- Volume 1 (LP Atlantic 780 154-1) 1984

1. Grandmaster Melle Mel & the Furious Five – Beat Street Breakdown
2. The System – Baptize the Beat
3. Jenny Burton & Patrick Jude – Strangers in a Strange World [Love Theme from Beat Street]
4. Afrika Bambaataa & Soulsonic Force – Frantic Situation
5. Juicy – Beat Street Strut
6. Sharon Green, Lisa Counts & Debbie D – US Girls
7. Cindy Mizelle – This Could Be the Night
8. Arthur Baker – Breaker’s Revenge
9. Rubén Blades – Tu carino / Carmen’s Theme

- Volume 2 (LP Atlantic 80158-1) 1984

1. Jazzy Jay – Son of Beat Street
2. Juicy – Give Me All
3. Tina B. – Nothin’s’ Gonna Come Easy
4. Treacherous Three – Santa’s Rap
5. Jenny Burton – It’s Alright by Me
6. Rockers Revenge – Battle Cry
7. Ralph Rolle – Phony Four MC’s – Wappin’ (Bubblehead)
8. LaLa – Into the Night

Nur Volume 1 ist 1984 auch auf CD erschienen (Atlantic 780 154-2). Eine Doppel-CD inkl. Volume 1 & 2 (CD Groovebuster GBR 50637) erschien 2003. Darauf fehlte allerdings Ruben Blades’ Tu carino / Carmen’s Theme.